# Ebro serie P
La Ebro serie P es una gama de camiones pesados que fue desarrollada por la empresa española Motor Ibérica. Se trata de una gama de camiones creada para plantar cara a los modelos de ENASA y Barreiros que dominaban el mercado nacional por la época con el Pegaso Europa, el Barreiros Centauro y poco después el Pegaso Cabina Cuadrada.
Fue el único camión de gran tonelaje comercializado por la empresa.
Los diferentes modelos a la venta, con diferentes años en el mercado, fueron:
- P112 (masa máxima autorizada de 11 200 kg)
- P137 (masa máxima autorizada de 13 700 kg)
- P160 (masa máxima autorizada de 16 000 kg)
- P170 turbo (Masa máxima autorizada de 17 000 kg)
- P200 (masa máxima autorizada de 20 000 kg)
- P260 (masa máxima autorizada de 26 000 kg, tres ejes)
- P270T (masa máxima autorizada de 27 000 kg, tractocamión)
- P320T (masa máxima autorizada de 32 000 kg, tractocamión)

Contaba con una cabina abatible que ya era común en los diferentes modelos de la marca, de diseño corto, lo que a la postre sería una de las causas de su escaso éxito, a pesar de poder montar una cama como opción. Esta cabina fue diseñada con el concepto de la seguridad en mente, siendo sometida durante su tiempo de prueba a numerosas pruebas de impacto. Equipaba en sus versiones de mayor peso el motor Perkins V8.540, de 183 cv de potencia y 8,9 litros de cilindrada, el que sería el único motor V8 montado en un camión fabricado en el país en la época; además del seis cilindros Perkins 6.3543 de 5,8 litros y 129 cv y su versión con turbo, el Perkins T6.3543 de 164 cv para las versiones más ligeras. Más tarde se añadiría el Perkins V8.640 de 202 cv para el modelo de 32 toneladas de MMA. Estos motores iban asociados a cajas de cambios fabricados por la misma cada de 5 relaciones o a otra de origen ZF de seis.
Estuvo lejos de ser un éxito comercial, pues los motores de seis cilindros resultaban poco potentes y fiables comparados con los de la competencia; además de que la cabina pequeña no ofrecía una buena habitabilidad, algo que echó para atrás a posibles compradores de un camión para largas distancias, que era el principal potencial cliente de este modelo.